# Familjens traditioner
Familjens traditioner är en svensk komedifilm från 1920 i regi av Rune Carlsten.

## Om filmen
Filmen premiärvisades 6 december 1920. Filmen spelades in vid Skandiaateljén på Långängen i Stockholm med exteriörer från godset Råbelöv i Skåne och Ludvika av Raoul Reynols. 
Som förlaga har man Einar Fröbergs pjäs Disciplin som uruppfördes på Dramatiska teatern 1911.

## Rollista
- Hjalmar Selander - Baron Stenklo på Valla
- Gösta Ekman - Ernst, hans yngre son
- Sven Bergvall - Robert, hans äldre son
- Tora Teje - Helga
- Richard Lundin - Lidner, prost
- Mary Johnson - Inga, hans dotter
- Hilda Castegren - Tant Frederique
- John Ekman - Sixten Borgman, godsägare
- Carl Browallius - Bergqvist, betjänt